# 月刊神戸っ子
月刊 神戸っ子(KOBECCO)は、服部プロセス株式会社 神戸っ子出版事業部が発行している、神戸市及びその周辺地域のタウン情報誌。表紙の題字に大きく「KOBECCO」とあるが、正式名称はその上に書かれる「神戸っ子」であり、月刊誌の固有名であることを示すために「月刊」を冠する。

## 概要
- 1961年(昭和36年)3月創刊、毎月1日発行の月刊誌。2024年(令和6年)10月号は、第757号である。
- 判型は185×168mmで、創刊時からほとんど変わっていない。但し、1998年〜2002年には、B5判の号が多くある。
- 2004年末から2005年2月にかけ、服部プロセス株式会社を中心とする、服部プロセスグループの経営傘下に移行。2010年に改組して株式会社化し、株式会社神戸っ子出版となった。2017年8月、服部プロセス株式会社に吸収合併され、その中の神戸っ子出版事業部となる。
- 歴代編集長は、小泉康夫・小泉美喜子・小泉昭子・小柴貴郎・鳥羽朗子・高橋直人（2016年～2024年11月現在）。
- 近年の誌面は、月替わりの特集記事(概ね20～40ページほど)のほか、各種連載記事、イベント情報、神戸っ子グルメ、法人会員ニュース、KOBE百店会ニュース、神戸CITY MAPなどで構成。広告ページを含め、総ページ数150ページ弱の号が多い。(2013年現在)
- 神戸市を中心とするが、西は姫路市辺りまで、東は阪神間、南は淡路島のトピックも扱っている。国外からのルポルタージュや紀行文を扱ったこともある。
- 1冊定価500円(2016年現在)だが、発売月の間は、公式サイトから無料で読める記事が多くある。年間購読もあり。
- 創刊号からのバックナンバーを公式サイトで無料で見ることができる。
- 本誌の表題は、1931年(昭和6年)創刊の月刊タウンパンフレット「神戸ッ子」に由来。（第119号p.15、小泉康夫初代編集長の挨拶参照）
- 直接の前身として、1959年(昭和34年)12月創刊の月刊誌、「こうべ元町」があった。
- 2ヶ月合併号となった号や、休刊した月がある。（第15号＝1962年(昭和37年)5月・6月合併、第62号＝1966年(昭和41年)5月・6月合併、第402号＝1994年(平成6年)10月・11月合併、第501号＝2003年(平成15年)2月・3月合併）　経営難から「最終号」と表明した号もあったが、再開後も通し番号で続いている。
- 1976年(昭和51年)に、神戸文学賞・神戸女流文学賞を創設、翌年1月に第1回選考結果を発表。1994年(平成6年)まで主催していた。

2005年、印刷事業を主とする服部プロセスグループが経営権を持ってから全ページフルカラーになり、写真やデザイン性が大幅にアップ、見て楽しい雑誌になった。
最近は登場人物も飛躍的に増えて、神戸の先端医療やスパコン「京」や大学など、神戸の特性や特徴なども紹介されて新しい視点も見どころに。
神戸や有馬、淡路の主なホテルの各部屋に配布されているので、ビジネスマンや観光客の目に触れる機会も多く、グルメ店やイベント案内なども役に立っている。
地元の経済界・産業界や注目の中小企業のトップインタビュー記事も多く、幅広く経済界からも支持を集めている。
2016年7月に編集部を神戸市長田区東尻池町の服部プロセスグループ本社第2ビル2階に移した。それまでは、三宮～元町地域に歴代の編集部を置いていた。